# أحمد الريش
أحمد الريش (هانغل: 아마드 엘리치) ، من مواليد 30 مايو 1981 في سيدني في أستراليا، لاعب كرة قدم أسترالي.
بدأ مسيرته الكروية مع نادي باراماتا باور في عام 2000، ولعب معهم حتى عام 2004، وشارك معهم في 87 مباراة وسجل 15 هدف، وفي موسم 2004/2005 انتقل إلى نادي بوسان أيكونز الكوري، ولعب معهم 10 مباريات وسجل هدف واحد، وفي عام 2005 انتقل إلى نادي فولهام الإنجليزي، وهو يلعب معهم حتى الآن، وفي عام 2006 أعير إلى نادي لين أوسلو البلجيكي، ولعب معهم 6 مباريات وسجل هدف واحد.
وقد بدأ باللعب مع منتخب أستراليا لكرة القدم في عام 2004.

## روابط خارجية
- أحمد الريش على موقع الاتحاد الدولي (مؤرشف)  (الإنجليزية)
- أحمد الريش على موقع دوري كوريا الجنوبية (الإنجليزية)
- أحمد الريش على موقع قاعدة بيانات كرة القدم.إي يو (الإنجليزية)
- أحمد الريش على موقع ناشيونال فوتبول تيمز (الإنجليزية)
- أحمد الريش على موقع عالم كرة القدم.نت (الإنجليزية)
- أحمد الريش على موقع اللجنة الأولمبية الدولية (الإنجليزية)
- أحمد الريش على موقع أوليمبيديا (الإنجليزية)
- أحمد الريش على موقع اللجنة الأولمبية الأسترالية (الإنجليزية)